# Glycerofosfolipid
Glycerofosfolipider, normalt omtalt som fosfolipider, er overalt i naturen, og er nøglekomponenter i cellers lipiddobbeltlag, såvel som medvirkende ved metabolisme og cellesignalering.

Nervevæv (heriblandt hjernen) indeholder relativt store mængder glycerofosfolipider, og forandringer i deres sammensætning er blevet implicerede ved diverse neurologiske sygdomme. Glycerofosfolipider kan underinddeles i særskilte klasser baseret på af glycerolrygradens polære hovedgruppes sn-3-position i eukaryoter og eubakterier, eller sn-1-position hos arkæer. 
Blandt eksempler på glycerofosfolipider, der findes i biologiske membraner er fosfatidylcholin (også kendt som PC, GPCho eller lecitin), fosfatidyletanolamin (PE eller GPEtn) og fosfatidylserin (PS eller GPSer). Udover at tjene som en primær komponent i cellemembran og bindingssteder for intra- og intercellulære proteiner, er nogle glycerofosfolipider i eukaryotiske celle, såsom fosfatidylinositoler og fosfatidinsyrer, enten forløbere for, eller selv, membran-deriverede second messengers. Typisk er en eller begge disse hydroxylgrupper aculerede med lang-kædede fedtsyrer, men der findes også alkyl-forbundne og 1Z-alkenyl-forbundne (plasmalogen) glycerofosfolipider, såvel som dialkylæter-varianter arkæer.